# 北海道警察釧路方面本部
北海道警察釧路方面本部（ほっかいどうけいさつくしろほうめんほんぶ、英語：Hokkaido Kushiro Area Police Headquarters ）は、北海道警察の方面本部の一つである。
北海道の東部に位置する釧路地方（くしろ）・根室地方（ねむろ）および十勝地方（とかち）の全域を管轄し、北海道釧路方面公安委員会の管理に服する。
公安委員会の下に本部を置く方式は都道府県警察と同様で、方面本部長の階級は警視長である。

## 所在地
北海道釧路市黒金町10丁目5番地1
- 所在機関
  - 北海道釧路方面公安委員会
  - 北海道釧路方面釧路警察署
  - 警察庁北海道情報通信部釧路方面情報通信部
  - 自動車安全運転センター釧路方面事務所（警察庁所管法人）

北海道は2025年度（令和7年度）予算案に、釧路方面本部総合庁舎の移転・建て替えに向けて、民間資金活用による社会資本整備（PFI）を検討する調査委託費2億5300万円を盛り込んだ。釧本総合庁舎は1971年（昭和46年）築で、移転先は道東自動車道の釧路中央インターチェンジ（IC）に近い釧路市消防訓練場で、同本部が所管する十勝・根室両管内に迅速に移動できる利便性を重視した。2032年度（令和14年度）の完成を見込む。
釧路市は2025年（令和7年）3月10日開催の同市議会定例会の民生福祉常任委員会で、釧路方面本部総合庁舎の移転候補地の同市消防訓練場（同市愛国）について、総面積約2万平方メートルの約6割（約1.2万平方メートル）を道警に売却予定と明らかにした。

## 沿革
北海道開拓は、明治政府の開拓使により函館・札幌・根室を皮切りに始まった。当初は警察組織自体が存在せず、その後も開拓の度合いにより地域において警察署および分署の設置が行われて、その過程で方面本部という組織が設置された。
現在の釧路方面管内においては、1875年（明治8年）9月に根室支庁直轄の「根室邏卒屯所」が設置されて5人の「邏卒」が配置されたのが最古と思われる。また、釧路においては三県一局時代の下の根室県で1883年（明治16年）2月に置かれた厚岸警察署釧路分署が最古と思われる。
- 1947年（昭和22年）12月　国家地方警察北海道本部釧路方面本部を設置
  - 函館・倶知安・苫小牧・札幌・旭川・帯広・釧路・北見・稚内の9か所
  - 旧警察法施行前ではあったが、敗戦後の連合国軍最高指令官総司令部（GHQ）の意向が明白につき実施
- 1948年（昭和23年）3月　旧警察法の施行により国家地方警察および自治体警察が発足。方面本部も存置
- 1948年（昭和23年）6月　国家地方警察北海道方面本部設置規程の制定により、方面本部を5か所に再編
  - 函館・札幌・旭川・釧路・北見
- 1949年（昭和24年）1月　国家地方警察北海道本部を廃止、各方面本部を各府県本部と同格化
- 1954年（昭和29年）7月　警察法の施行により「北海道警察釧路方面本部」に改称
- 1995年（平成7年）4月　釧路機動警察隊および十勝機動警察隊を設置[6]
- 2020年（令和2年）4月　方面本部内各係の機能強化のための組織改編に伴い、釧路機動警察隊を廃止[7]。
なお、十勝機動警察隊は、引き続き執行隊として活動している。

## 組織
- 参事官
- 理事官
- 総務官
- 運転免許管理官
- 警務課
  - 留置管理官
- 会計課 - 次席
  - 監査室（室長 - 事務職員）
- 生活安全課 - 次席
  - 少年サポートセンター（所長 - 同課次席）
- 地域課 - 次席 - 小隊長 - 分隊長
  - 通信指令室
  - 鉄道警察隊（隊長 - 同課次席）
  - 釧路方面山岳遭難救助隊（隊長：地域課長）[11]
- 捜査課 - 次席
  - 検視官
- 鑑識課 - 次席
  - 科学捜査研究室（室長 - 技術職員） - （副室長 - 技術職員）
- 交通課 - 次席 - 中隊長 - 小隊長 - 分隊長
  - 交通反則通告センター（所長 - 同課課長）
  - 交通管制センター（所長 - 技術職員）
  - 釧路運転免許試験場（釧路市）
  - 帯広運転免許試験場（帯広市）
  - 交通機動隊（隊長 - 同課次席）
  - 高速道路交通警察隊（隊長 - 同課次席）
- 警備課 - 次席
- 十勝機動警察隊（隊本部／帯広市）- 副隊長 - 中隊長 - 小隊長 - 分隊長
  - 高速道路交通警察隊[12]（隊長 - 十勝機動警察隊長）
    - 本隊（河東郡音更町）
    - 本別分駐所（中川郡本別町）
    - 白糠分駐所（白糠郡白糠町）
    - 中札内分駐所（河西郡中札内村）
- 監察官室 - 監察官
- 北海道警察学校釧路方面分校（校舎／釧路市）

## 管轄する警察署
10警察署
- 釧路警察署（大規模署）
- 厚岸警察署
- 弟子屈警察署
- 根室警察署
- 中標津警察署
- 池田警察署
- 本別警察署
- 帯広警察署（大規模署）
- 新得警察署
- 広尾警察署